# Jörn Felix Lübben
Jörn Felix Lübben (* 1966 in Aalen) ist ein deutscher Chemiker und Professor für physikalische Chemie. Er lehrt seit 2011 an der Hochschule Albstadt-Sigmaringen.

## Leben
Lübben wurde 1966 als Sohn von Karin Lübben und Gerd Hergen Lübben in Aalen geboren. Er begann nach Schulbesuchen am Geschwister-Scholl-Gymnasium Unna und am Helmholtz-Gymnasium Essen an der Essener Universität das Studium der Theoretischen und Physikalischen Chemie, dabei insbesondere der experimentellen Molekülspektroskopie sowie der Raman- und Infrarotspektroskopie und der routinemäßigen Anwendung dieser Technologien in der chemischen Analytik, namentlich bei Bernhard Schrader. Nach einem Praktikum an der École centrale des arts et manufactures des Paris, dem bestandenen Diplom (Diplom-Chemiker) und Tätigkeiten als Wissenschaftlicher Mitarbeiter wurde er 1997 an der Universität-Gesamthochschule Essen zum Dr. rer. nat. promoviert.
Es folgten Beschäftigungen als Wissenschaftler an der Universität Duisburg-Essen (1997–1998) und an der niederländischen Universität Twente für Technik und Sozialwissenschaften in Enschede (1999–2000), am Max-Planck-Institut für Polymerforschung (MPI-P) in Mainz (2000–2003), bei der Eidgenössischen Materialprüfungs- und Forschungsanstalt (EMPA) (2004–2010) sowie beim international tätigen Schweizer Hersteller von Präzisionsgeräten für die chemische Analytik, insbesondere für die Ionenanalytik, Metrohm in Herisau.
Seit 2011 ist Jörn Felix Lübben Lehrstuhlinhaber an der Hochschule Albstadt-Sigmaringen (Fakultät Engineering). Zu seinen Fachgebieten für Forschung, Angewandte Wissenschaft und Lehre zählen Funktionalisierung und Prüfung textiler Produkte, Produkttechnologie Innovative Materialien, Technische Textilien, Automatisierungstechnik, Statistik, Technische Thermodynamik, Strömungsmechanik, Textilökologie, Intelligente Textilien und Oberflächenfunktionalisierung.
Das Bundesministerium für Bildung und Forschung (BMBF) fördert beispielsweise das von ihm geleitete interdisziplinäre Forschungs- und Entwicklungsvorhaben „Thermoresponsive Polymere für den Einsatz in smarten Textilien (RespothermTex)“ der Hochschule Albstadt-Sigmaringen in den Fachdisziplinen Ingenieur-, Natur- und Wirtschaftswissenschaften, bei denen mit Partnern aus Wirtschaft und Wissenschaft kooperiert wird.
Seine Tätigkeiten und Publikationen haben ihm Anerkennung gebracht, u. a. durch den EMPA-Innovations-Preis.

## Würdigungen
- 2009 Empa Innovation Award[3]
- 2007 Paul Schlack Man-Made Fibres Prize[4]

## Schriften
- Raman-spektrometrische Charakterisierung physikalischer und chemischer Eigenschaften optisch livitierter Aerosol-Einzelpartikel: Optimierung eines kompakten Einzelpartikelanalysators Universität-Gesamthochschule Essen 1997, ISBN 3-00-002044-6 (Dissertation).

Gemeinsam mit anderen:
- Effizienter Korrosionsschutz von Silberoberflächen durch eine schonende und einfache molekulare Technologie. In: Koordinierungsstelle Forschung und Entwicklung der Fachhochschulen des Landes Baden-Württemberg, Fachhochschule Mannheim, Hochschule für Technik und Gestaltung (Hrsg.): horizonte. Band 47/April 2016, ISSN 1432-9174, Mannheim 2016, S. 36 ff. (koord.hs-mannheim.de PDF).
- mit Martina Gerbig, Heinrich Grochowski, Jutta Buttgereit, Ute Matecki, Clemens Möller: “Welcome to Science!” - concepts for activating learning capabilities of students at an early stage. In: Conference: New Perspectives in Science Education. Band 5 (6 Seiten), Libreria Universitaria Edizioni, Florenz 2016 (researchgate.net).
- Monitoring the hygrothermal response of poly (vinyl methyl ether) submicron films using AFM. In: European Polymer Journal. 48, Nr. 1, 2012, S. 209 ff.
- Tuning the surface potential of Ag surfaces by chemisorption of oppositely-oriented thiolated carborane dipoles. In: Journal of colloid and interface science. 354, Nr. 1, 2011, S. 168 ff.
- Characterization of synthetic fibers using the atomic force microscope. In: Journal of Physics: Conference Series 61, 2007, S. 735 ff.
- Funktionale Fasern und Textilien: An der Empa werden neue textile Materialien für das Bauwesen entwickelt. In:  Schweizerischer Ingenieur- und Architektenverein (Hrsg.): Tec21. Band 131, Nr. 41, 2005, ISSN 1424-800X, S. 10–13 (baufachinformation.de).
- «Wunschkinder» bei Fasern und Textilien. In: EMPA Jahresbericht 2004 (Leitthema: Verbindung von Material- und Ingenieurwissenschaften beeindruckend gelungen.) Empa 2005, ISSN 1424-2176, S. 26 f.
- Nanoscale high-frequency contact mechanics using an AFM tip and a quartz crystal resonator. In: Langmuir. 20, Nr. 9, ISSN 0743-7463, S. 3698 ff.
- 2004 Investigation of conjugated polycarbazole networks by electropolymerization of poly (N-vinylcarbazole) and comonomer. In: Polymer Preprints. 45, Nr. 1, S. 783 f.
- Temperature determination in DNA/Dye solutions by spontaneous Raman spectroscopy. In: Spectroscopy of Biological Molecules: New Directions. Universität Twente Enschede, Erasmus-Universität Rotterdam; Niederlande 1999, ISBN 0-7923-5847-3, S. 301 ff.
- Chemical composition analysis and temperature determination of optically levitated single aerosol particles by means of a compact Raman spectrometer.  In: Journal of Molecular Structure. 410, 1997, S. 543 ff.